# Suore domenicane del Santissimo Sacramento
Le Suore Domenicane del Santissimo Sacramento sono un istituto religioso femminile di diritto pontificio.

## Storia
Le origini della congregazione risalgono al monastero del Santissimo Sacramento, con un annesso collegio per fanciulle nobili, fondato nel 1822 a Fognano da Giuseppe Maria Emiliani e Rosa Angelica Brenti.
Le religiose iniziarono a dedicarsi ad altre attività (scuole esterne, asili, laboratori, ricreatori, corsi di esercizi spirituali) e aprirono filiali a Reda di Faenza e Bologna. La comunità fu aggregata all'ordine dei frati predicatori nel 1934 e ottenne la trasformazione in congregazione religiosa nel 1968.

## Attività e diffusione
Le suore si dedicano all'istruzione e all'educazione della gioventù e all'apostolato parrocchiale.
La sede generalizia è in via di Salva Candida a Roma.
Alla fine del 2015 l'istituto contava 70 religiose in 16 case.